# Populationsökologie
Die Populationsökologie (von lateinisch populus ‚Volk‘) ist ein Teilgebiet der Ökologie und damit der Biologie, das sich mit den Wechselwirkungen der Population einer Art mit anderen Populationen derselben oder einer anderen Art beschäftigt. Auch untersucht sie die Wechselwirkung einer Population mit ihrer Umwelt.

## Begriffliches
Vorübergehend wurde im deutschen Sprachraum teilweise auch der Begriff Demökologie (von griechisch demos ‚Volk‘) verwendet. Diese Bezeichnung ging vom Titel des 2. Bandes des ehemals weit verbreiteten Ökologielehrbuchs des Forstentomologen Fritz Schwerdtfeger aus. Motivation für die neue Namensbildung war die Angleichung der Vorsilbe an diejenigen der beiden Schwesterbegriffe Autökologie und Synökologie (vgl. unter Ökologie), die ebenfalls griechisch und nicht lateinisch waren. Der Begriff ist aber trotz dieser inneren Logik wieder weitgehend verschwunden und hat auch nie Eingang in andere Sprachen gefunden.
Traditionell wird die Populationsökologie in die statische Populationsbeschreibung und in die Populationsdynamik unterteilt. Bei komplexen Gemeinschaften spricht man auch von Demographie, soweit man die Zusammensetzung und Veränderung der Populationsgröße, des Altersaufbaus oder des Geschlechterverhältnisses charakterisiert. Ein wesentlicher Inhalt ist auch die Wechselwirkung von Populationen im Rahmen der Konkurrenz- sowie der Räuber-Beute-Beziehungen. Langfristige Veränderungen als Folge evolutionärer Prozesse gehören aber traditionell nicht mehr in die Populationsökologie, sondern in die Populationsbiologie und die Evolutionsökologie.

## Inhaltliches
Die Populationsökologie befasst sich mit Aufbau, Veränderung und Wechselwirkung der Population einer Art mit anderen Populationen und mit der Umwelt. Sie erfasst Struktur und Dynamik von Populationen, ihre altersmäßige Zusammensetzung, ihr Wachstum und ihre Entwicklung unter dem Einfluss der biotischen und abiotischen Einflussgrößen des Ökosystems. Die Mitberücksichtigung genetischer Aspekte oder von Aspekten der Inselbiogeographie führt zur Populationsbiologie.
Typische Anwendungsfälle sind Bestandsdichten und Bestandszahlen bei Wildtieren, Parasiten, bejagten Tieren oder bedrohten Arten. Es ist beispielsweise für eine nachhaltige Fischerei unerlässlich, die Fangquoten und Fangtechniken so zu bestimmen, dass die Population der befischten Art nicht zusammenbricht, was ein Verständnis populationsökologischer Grundlagen erfordert.
Die Größe einer Population hängt von mehreren Faktoren ab:
- Reproduktionsrate (Vermehrung der Population, abhängig von der Fortpflanzungsbiologie, Ernährungszustand, Gebietsgröße)
- Sterberate (durch Fressfeinde, Krankheiten, Alter bestimmt)

Ist die Reproduktionsrate höher als die Sterberate, so wächst die Population, ist sie kleiner, so schrumpft die Population.
Je nach Komplexität der Art und ihres Lebensraumes ergeben sich unterschiedlich komplexe Modelle zur Beschreibung der Populationsgröße und des Populationswachstums
- Im einfachsten Fall (Bakterienkolonie ohne Beschränkungen) wächst die Population exponentiell.
- Bezieht man die Beschränktheit des Lebensraumes (Platz, Ressourcen) ein, so ergibt sich als einfaches Beispiel das logistische Wachstum bei Bakterien und vielen Einzellern, die sich durch Zellteilung vermehren.
- Sobald sexuelle Fortpflanzung bei der Vermehrung eine Rolle spielt, wird die Berechnung oder Abschätzung der Reproduktionsrate komplexer.
- Die Auswirkungen einer Räuber-Beute-Beziehung auf beide Populationen wird durch die Volterra-Regeln beschrieben.

Neben den unmittelbar populationsdynamischen Aspekten spielen auch mittelbare Aspekte eine Rolle, z. B.
- genetische Zusammensetzung einer Population / leitet über in die Populationsgenetik
- intraspezifische Konkurrenz um Ressourcen und Konkurrenzvermeidungsstrategien
- intraspezifische Konkurrenz um Sexualpartner und Konkurrenzvermeidungsstrategien